# Sarreyer
Sarreyer ist eine Ortschaft in der politischen Gemeinde Val de Bagnes im Schweizer Kanton Wallis. 

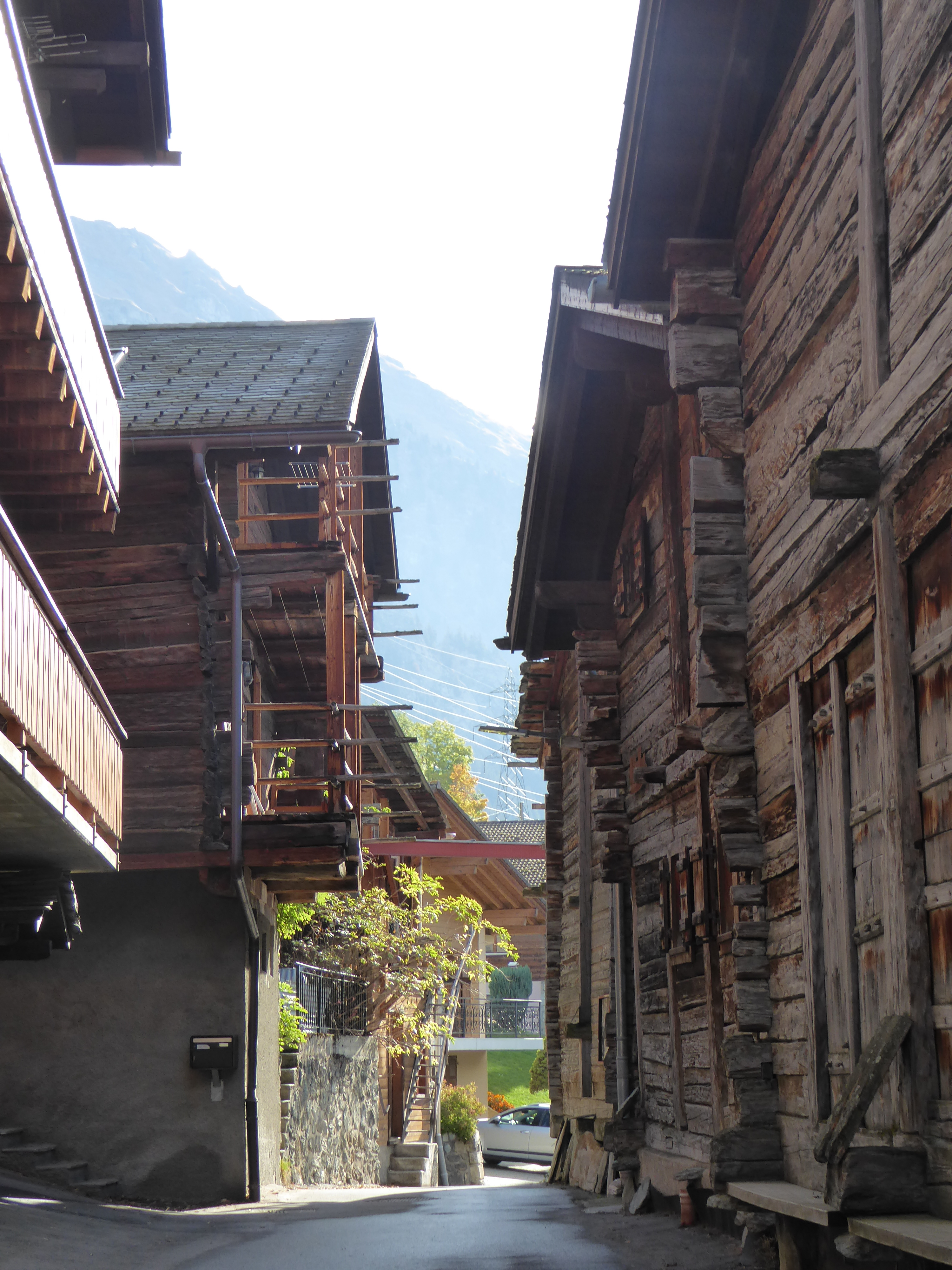
Marzots in Sarreyer

Sarreyer liegt auf einem sonnigen Plateau auf der rechten Talseite im Val de Bagnes auf einer Höhe von rund 1200 Meter über Meer. Sarreyer war bis 2020 Teil der ehemaligen politischen Gemeinde Bagnes. Das Dorf Sarreyer mit seinen von der Sonne braungebrannten Mazots ist im Inventar der schützenswerten Ortsbilder der Schweiz aufgeführt.
Eine vom Bahnhof Le Châble ausgehende Buslinie der Transports de Martigny et Régions (TMR) erschliesst Sarreyer im öffentlichen Verkehr. Anfang Juli 2024 zerstörte ein Unwetter die Strassenbrücke, welche nach Sarreyer führt. Danach war Sarreyer nur über eine Waldstrasse von Verbier her erreichbar. Der Bus benötigte dafür 18 Minuten. Am 17. Februar wurde eine Kleinseilbahn von Champsec nach Sarreyer eingeweiht, mit der das Dorf in 5 Minuten erreichbar ist. Laut einer Mitteilung des Kantons Wallis soll die Seilbahn nach Wiederaufbau der Strassenbrücke 2028 wieder abgebrochen werden. Die im September 2024 gebaute provisorische Notbrücke wurde Anfang Juni 2025 durch eine Schlammlawine zerstört.

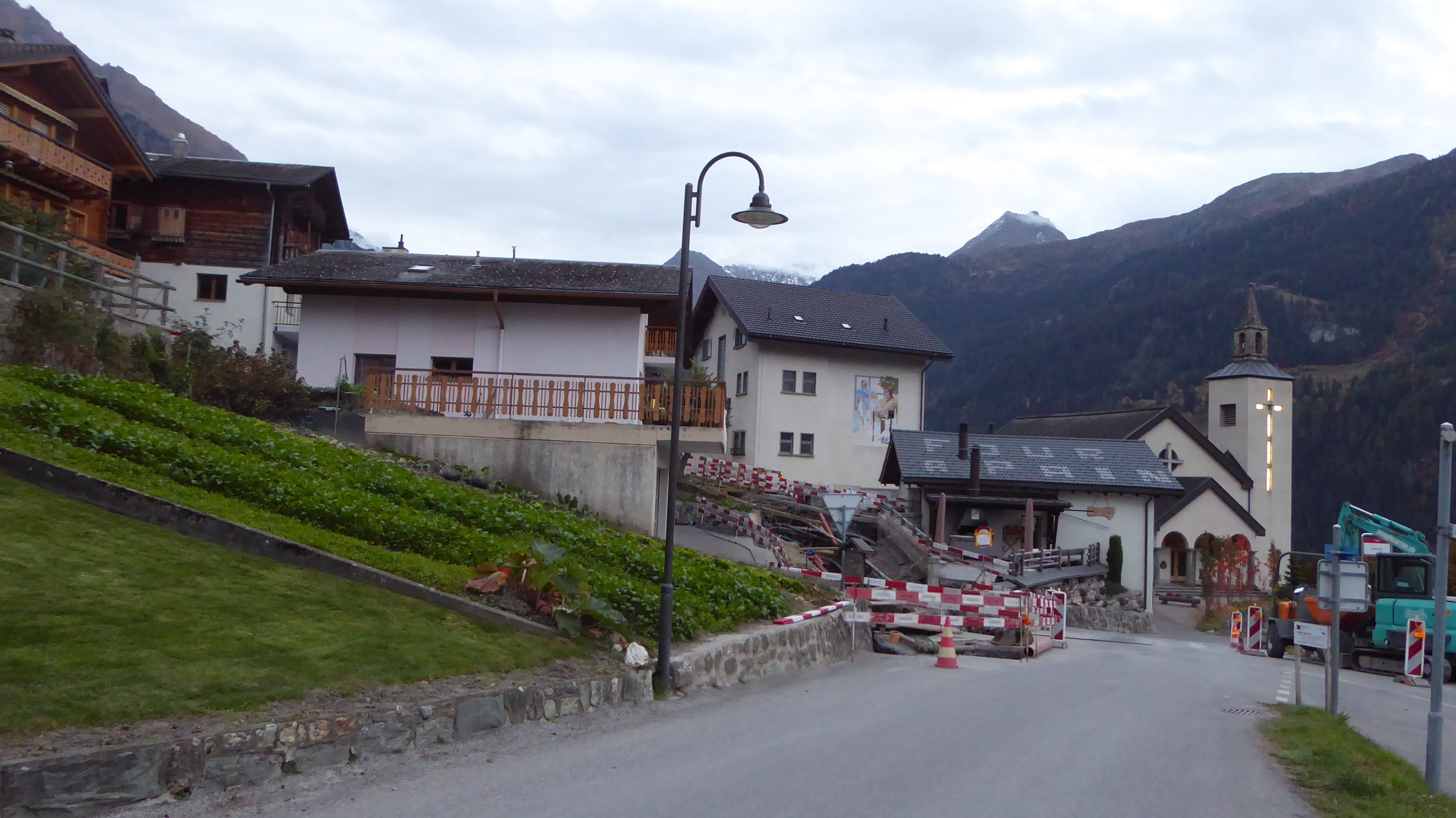
Sarreyer mit Brotbackofen (le four à pain)

## Kapelle Saint André
Die dem heiligen Andreas geweihte Kapelle ersetzte ab dem 8. September 1935 eine alte Kapelle aus dem Jahr 1646. Vom alten Gotteshaus wurde der auf dem Kirchturm aufgepflanzte kleine Glockenturm übernommen sowie die Holzstatue der Notre-Dame de la Joie, die an Mariä Geburt gefeiert wird.
Der nüchterne Chor enthält einen aus einheimischem Holz geschnitzten Altar aus dem Jahr 1895. Neben dem hölzernen Tabernakel und dem modernen Kreuz befindet sich auch eine mehrfarbige Pietà. Die Kirchenfenster zeigen die 14 Stationen des Kreuzwegs. Statuen des heiligen Theodul und des Kardinals Matthäus Schiner befinden sich im Kirchenschiff.

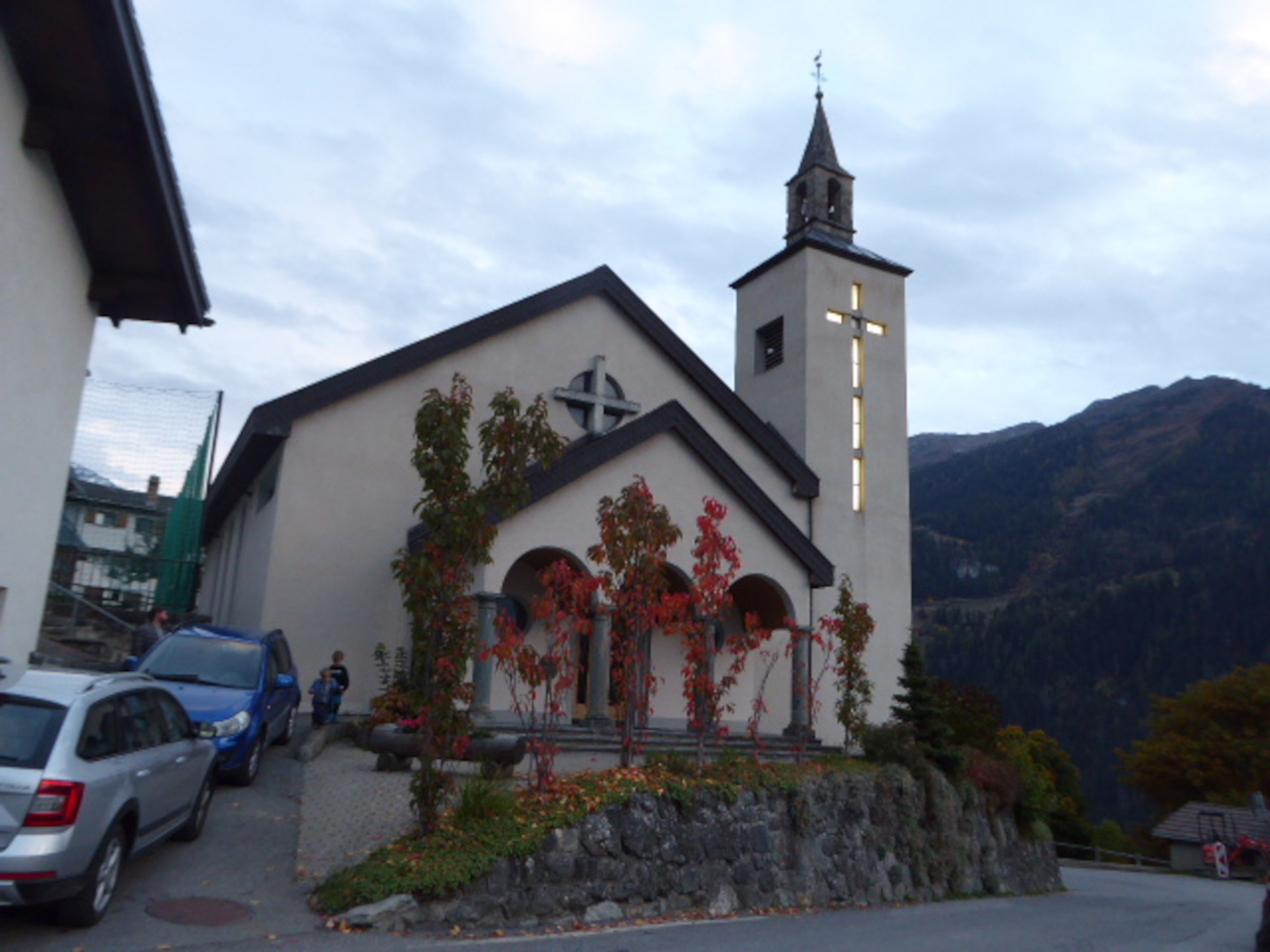
Kapelle Saint André
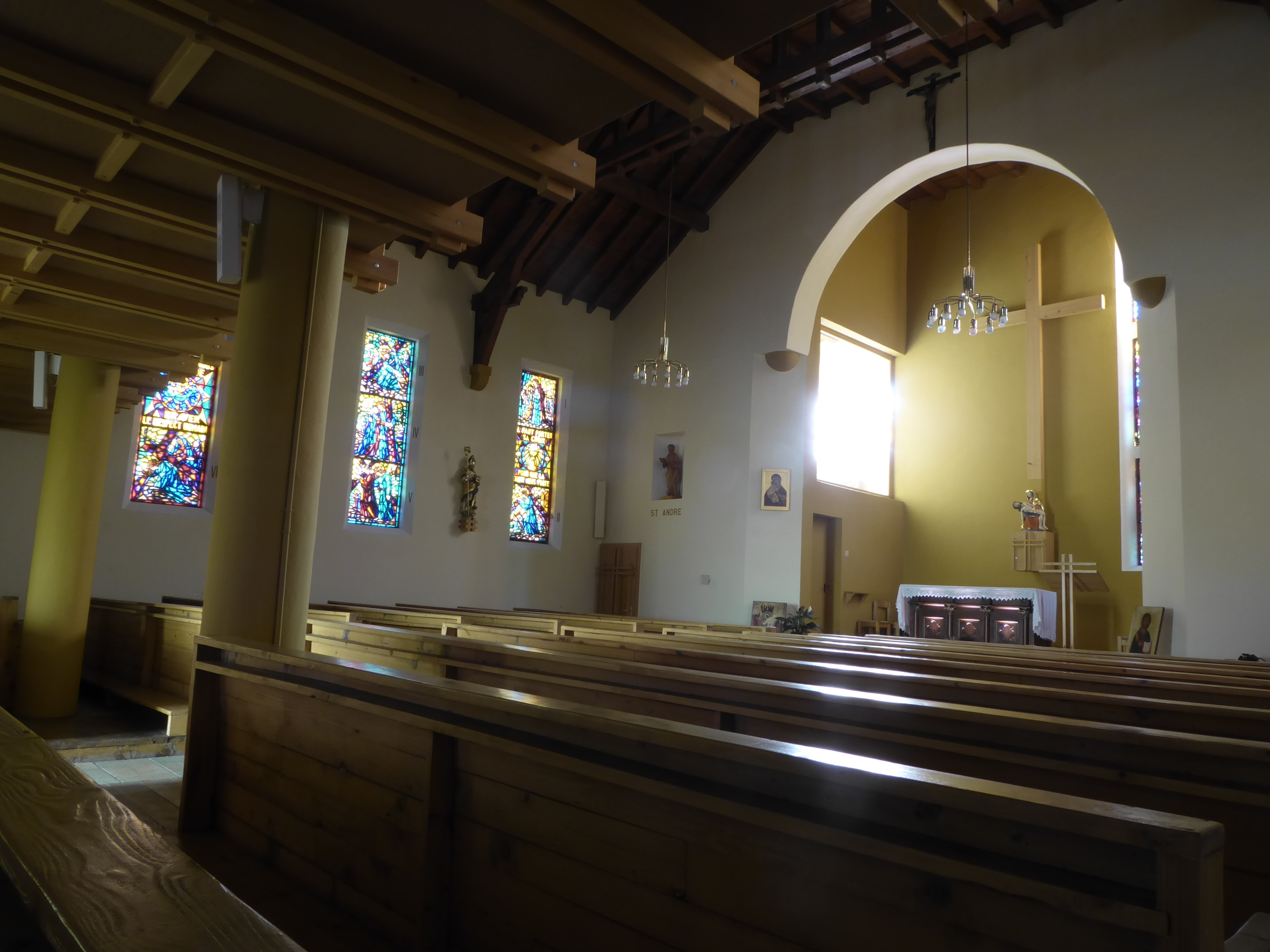
Innenraum
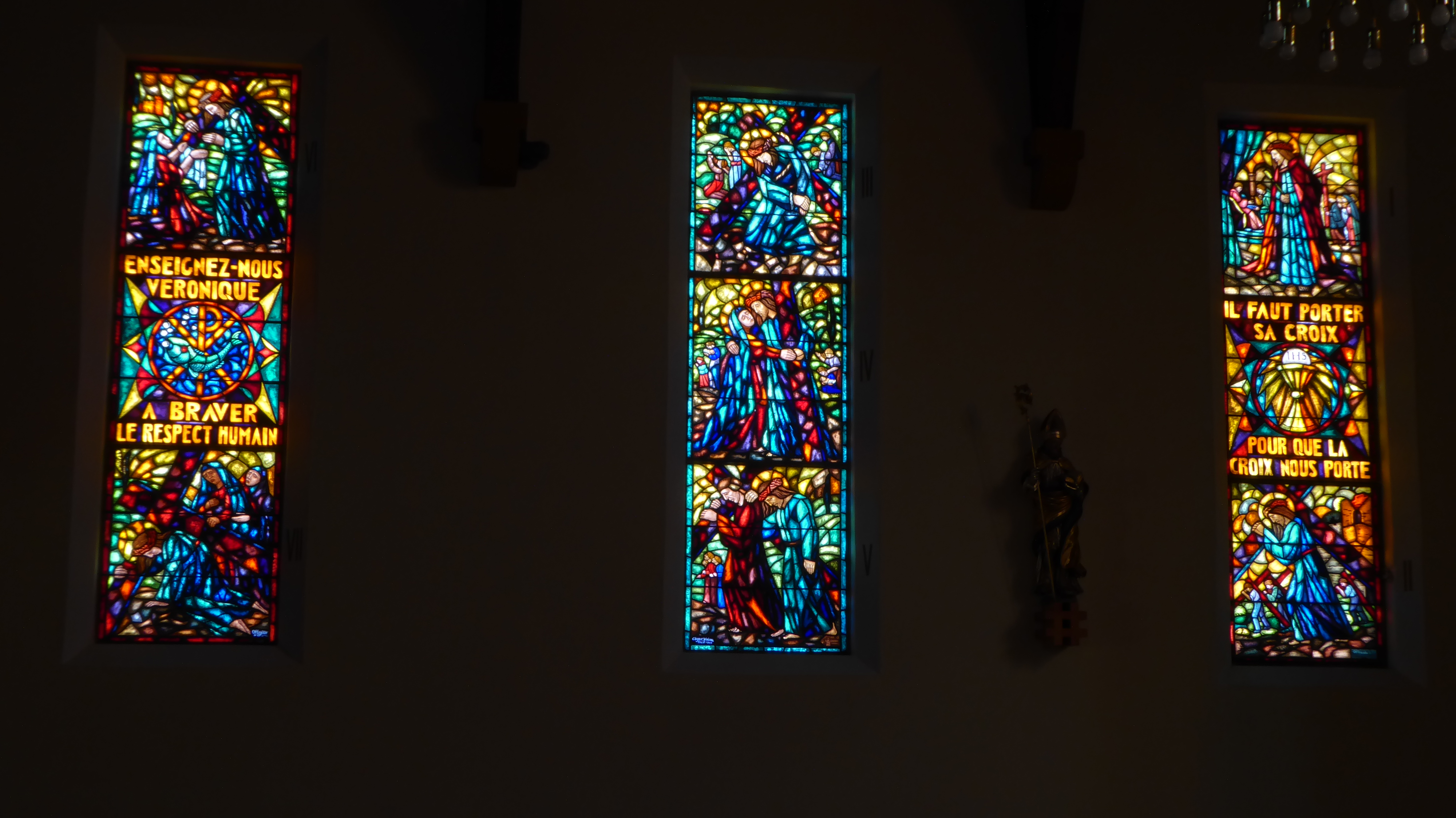
Fenster mit Kreuzweg
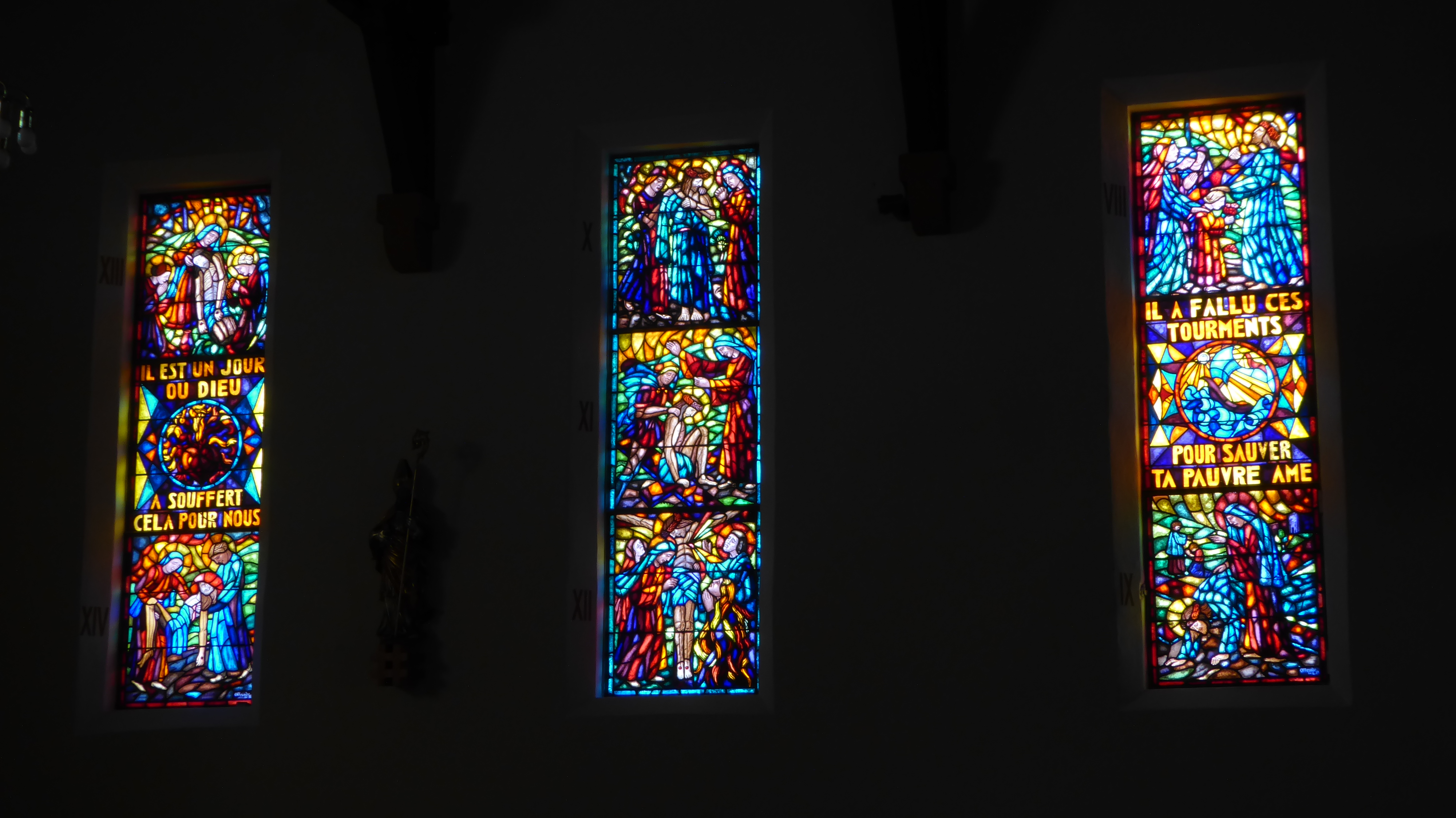
Fenster mit Kreuzweg

## Säge und Wassermühle
Am Dorfausgang befindet sich eine Wassermühle, die mehrere Funktionen erfüllt. Bereits im 14. Jahrhundert werden in der Gemeinde Bagnes sieben bis neun hydraulische Anlagen erwähnt. Um 1750 waren es 82. Die Mühlen im Val de Bagnes wurden traditionell von horizontalen Rädern angetrieben.
1837 beschloss eine Genossenschaft aus Sarreyer den Bau einer Sägerei, die die Energie des nahegelegenen Bachs nutzt. Im Laufe der Jahre wurde die Säge mit zwei Getreidemühlen und einer Mühle zum Zerkleinern von Äpfeln ergänzt, die allesamt mit Wasserkraft angetrieben sind. Als Neuerung kam in Sarreyer ein vertikales Mühlerad zum Einsatz.

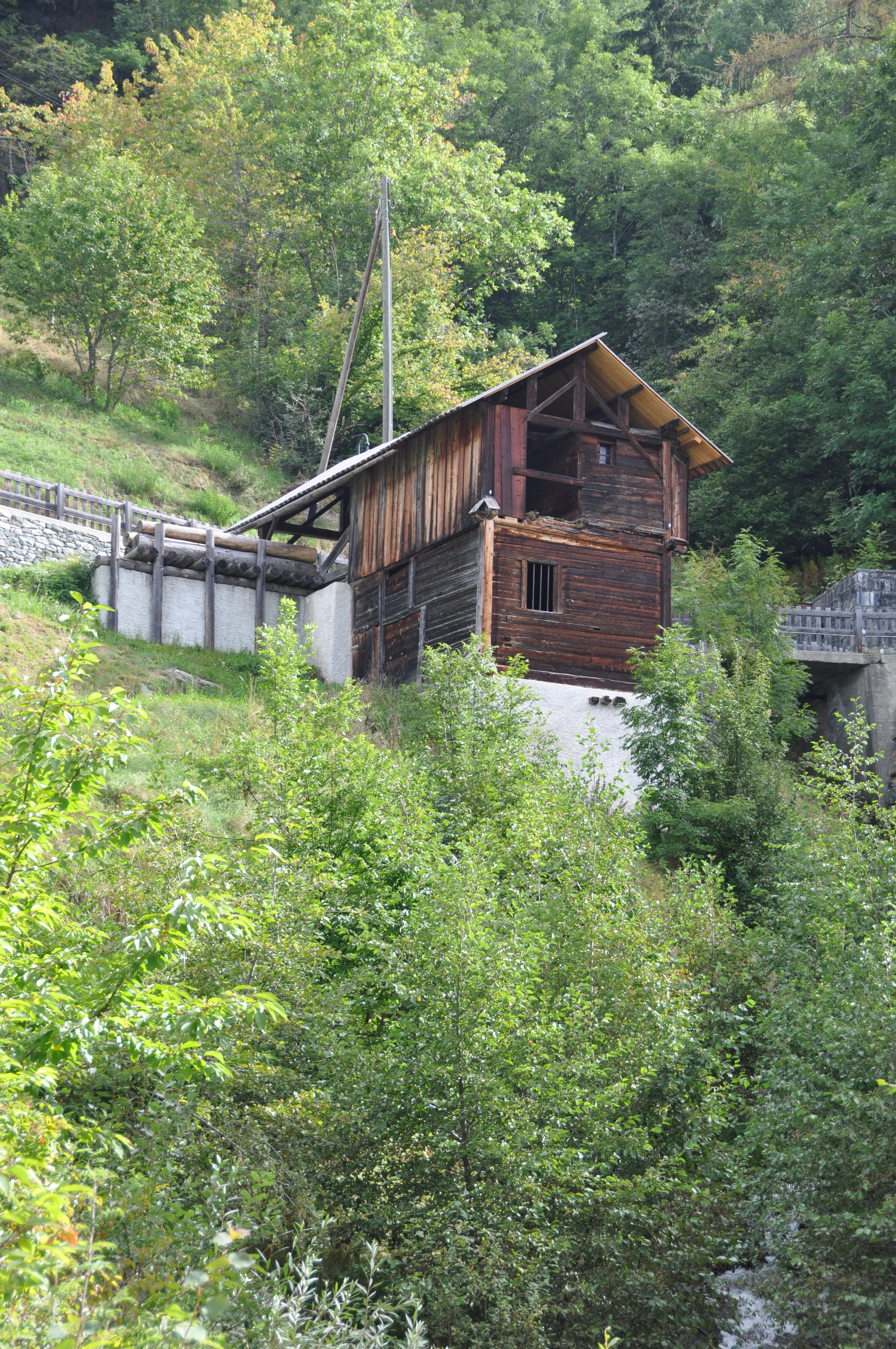
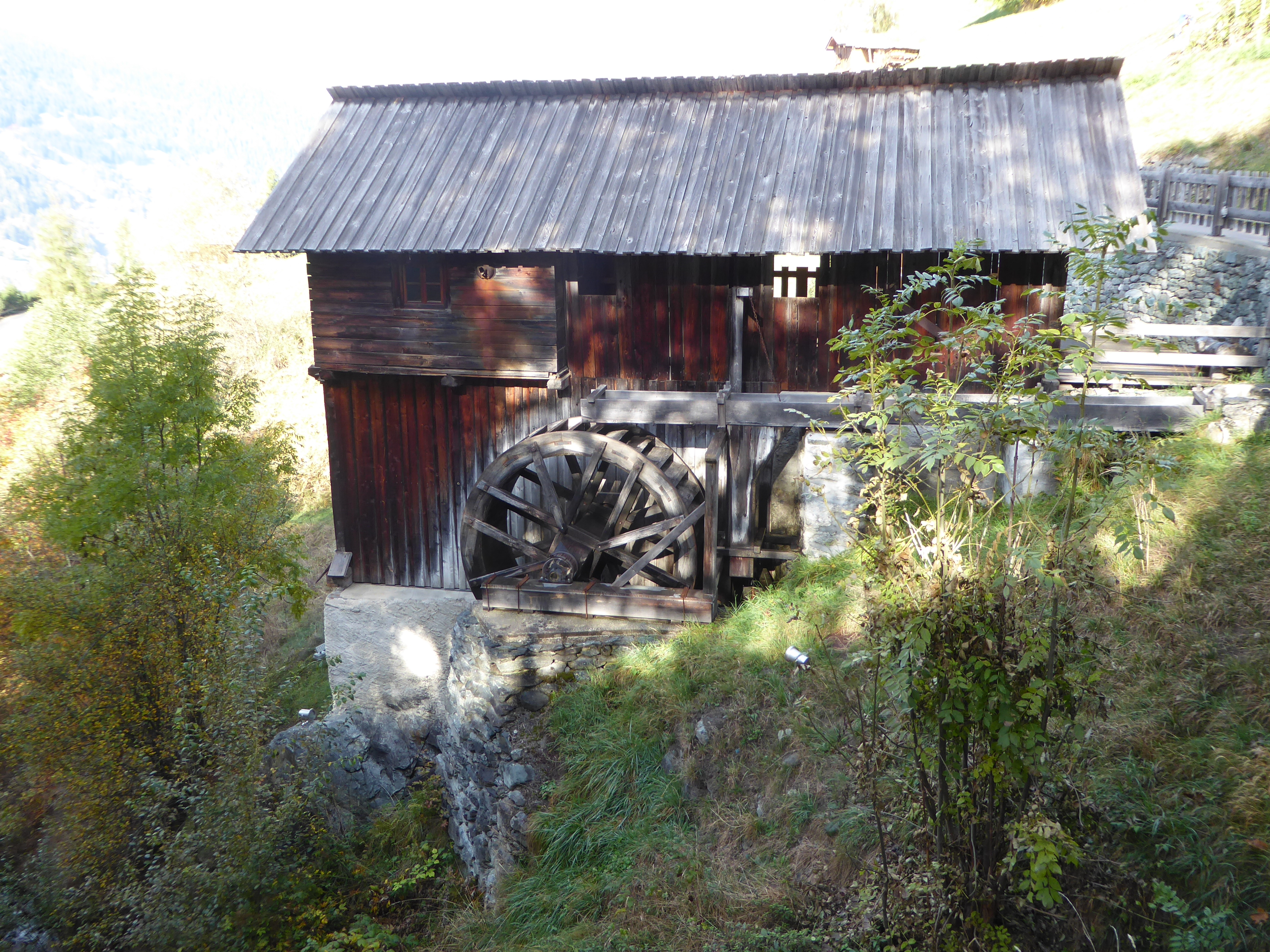
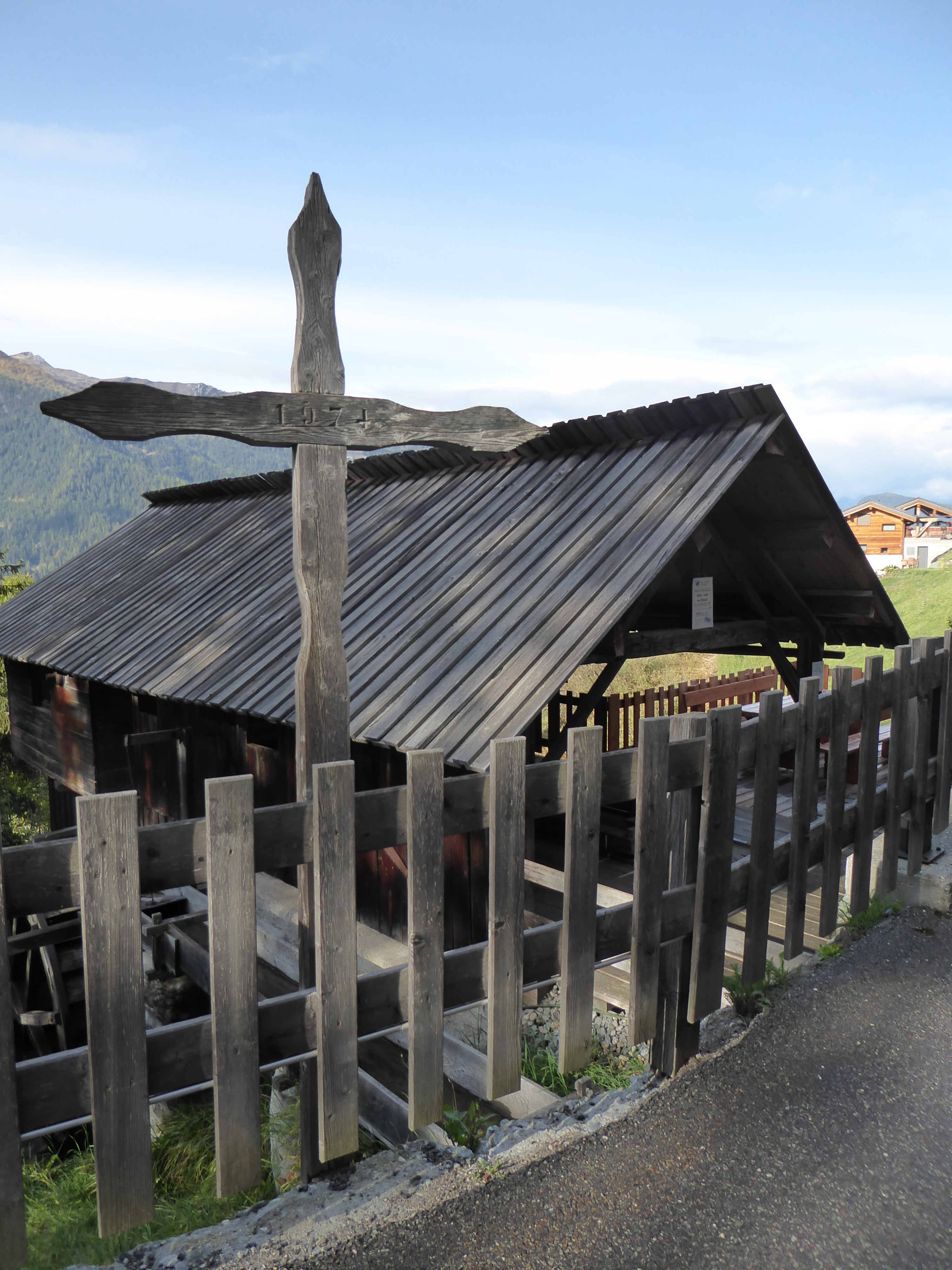
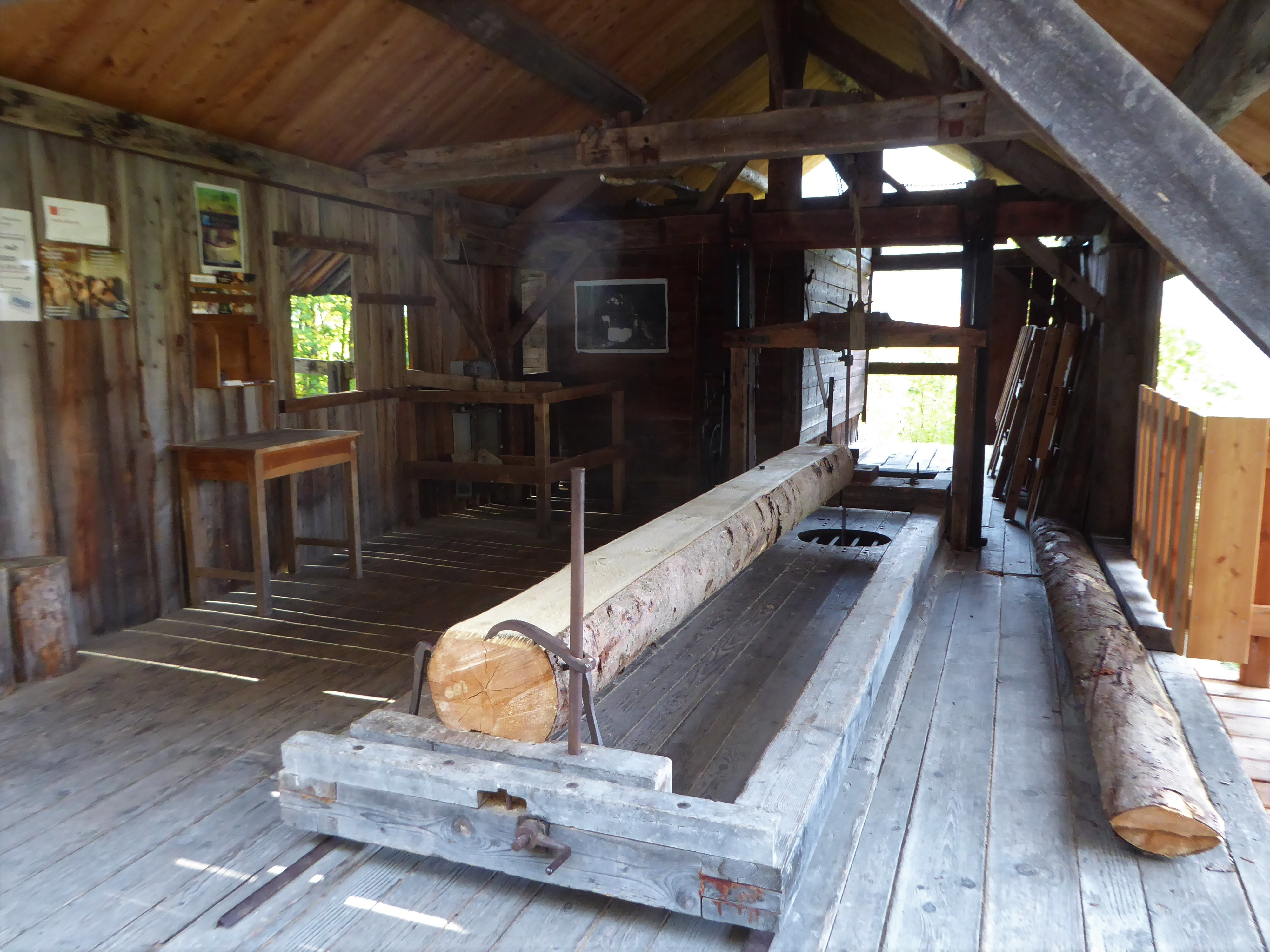